# 莫羅濟夫卡 (巴里希夫卡區)
50°20′55″N 31°12′31″E / 50.34861°N 31.20861°E
莫羅濟夫卡（烏克蘭語：Морозівка）是位於烏克蘭北部的村莊，由基辅州布羅瓦里區的巴里希夫卡市鎮負責管轄。該村始建於1500年，面積3.44平方公里，海拔高度106米，2001年人口2,434，人口密度每平方公里707.6人。